# Daniel Simon (Designer)
Daniel Simon (* 1975 in Stralsund) ist ein deutscher Fahrzeugdesigner. Simon entwirft Autos und Motorräder für Autohersteller wie VW und Bugatti sowie für Science-Fiction-Filme der Walt Disney Company, Warner Bros. Entertainment und Universal.

## Biographie
Daniel Simon wurde 1975 in Stralsund geboren. Er studierte Transportation Design an der Fachhochschule Pforzheim, ein Studium, das er 2001 mit dem Diplom abschloss. Nach dem Studium arbeitete er für den VW-Konzern, ab 2001 als Senior Concept Designer und später als Concept Car Lead Designer. Simon entwarf Concept Cars für Automobilmessen und arbeitete als Concept Designer an einer 1200-PS-Version des Bugatti Veyron mit. Simon zog 2005–2007 nach Brasilien, wo er die fotorealistisch gemalte Bildserie um den von ihm erfundenen Raumschiff- und Autokonzern Cosmic Motors schuf, der in dem Buch Cosmic Motors: Spaceships, Cars and Pilots of Another Galaxy dargestellt wird. Diese Zeit, in der er von Erspartem lebte, schildert Simon als schönste Zeit seines Lebens. 
Das 2007 in Amerika in englischer und deutscher Sprache erschienene Buch veranlasste den Regisseur des Disney-Studios-Films Tron: Legacy, Joseph Kosinski, ihm das Fahrzeugdesign für die futuristischen Motorräder in dem Film anzubieten. Simon, der 2008 in Berlin ein Büro gemietet hatte und als Selbständiger Aufträge für Puma, Honda und DKNY bearbeitete, zog im gleichen Jahr nach Hollywood und entwarf die Fahrzeuge, vor allem die "Lightcycles" für TRON Legacy, die später auch von den Parker Brothers Choppers nachgebaut wurden.
Zwischen November 2009 und Juni 2010 arbeitete er als Lead Vehicle Designer für den Film Captain America: The First Avenger der Marvel Studios. Für den Film entwarf er das Hydra Schmidt Coupé, benannt nach Johann Schmidt alias Red Skull dem Anführer der Organisation HYDRA. Ebenfalls als Lead Vehicle Designer wirkte er für die Disney-Television Zeichentrickserie TRON: Der Aufstand mit.
2011 designte er die Lackierung des Formel-1-Rennfahrzeug HRT F111 des Hispania Racing F1 Teams.

## Werke
Sein künstlerisches Hauptwerk ist eine Serie von mit Computern erstellten Bilder von futuristischen Autos, Raketen und Raumschiffen, die er einem von ihm als Science-Fiction-Autor ersonnenen Raumschiff- und Autohersteller namens Cosmic Motors zuordnet. Bildserien von ihm erschienen international in vielen Publikumszeitschriften wie Ramp, Wired, Car & Driver, Motortrend, 3DMag oder Top Gear. Bei diesem Erfolg spielen neben seinen Entwürfen von Technik auch oft knapp bekleidete Damen eine Rolle, die meist die jungen Erbinnen seines Phantasiekonzerns Cosmic Motors darstellen. Inzwischen verwendet Daniel Simon Cosmic Motors auch als Label für seine reale Designerfirma. Durch Gestaltung des 2011er Rennwagens des ärmsten Formel-1-Rennstalls Hispania Racing F1 Team trug auch ein reales Auto die Aufschrift Cosmic Motors. Für den Film "Oblivion" entwarf er unter anderem das Design der "Killer-Drone". Simon entwickelte das optische Erscheinungsbild für das Konzeptfahrzeug Lotus C-01.